# Нью-Йорк (стадіон)
Нью-Йорк (англ. New York Stadium), відомий також як AESSEAL стадіон Нью-Йорк (англ. AESSEAL New York Stadium) за спонсорською назвою — футбольний стадіон у Ротергемі, Південний Йоркшир, Англія. Відкритий у липні 2012 року, він є домашнім полем клубу «Ротергем Юнайтед».
За однією з версій, назва була натхненна компанією «Guest and Chrimes», яка займала це місце до стадіону протягом майже 150 років — легенда говорить, що вони зробили червоні пожежні гідранти для Нью-Йорка, хоча немає жодних фізичних доказів цього.
Крім того, стадіон розташований у міському районі, який має назву Нью-Йорк. Його було названо на честь Томаса Ротергема, який народився у 1423 році та був архієпископом Йорка у 1480-1500 роках. Назву Нью-Йорк можна побачити на OS-картах міста починаючи з 1800-х років, і вона є точнішою версією походженням назви стадіону.
Відомий у розмовній мові як «NYS», стадіон прийняв кілька матчів під час жіночого Євро-2022, що проходив у Англії.

## Історія
Ротергем Юнайтед оголосили про свій намір побудувати новий громадський стадіон, коли вони переїхали зі свого стадіону Міллмур на стадіон Дон Веллі в травні 2008 року після суперечки з власником арени Кеном Бутом. У січні 2010 року клуб придбав колишню територію ливарного заводу «Guest and Chrimes» для будівництва нового стадіону. Дозвіл на проєктування стадіону було надано в листопаді 2010 року, і незабаром були намальовані перші зображення.
19 грудня 2011 року назва стадіону була оголошена як «Стадіон Нью-Йорк» (англ. New York Stadium), обрана серед кількох варіантів, іншими з яких були Фаундрі (англ. The Foundry) і Вотерфронт (англ. The Waterfront Stadium). Причина такої назви полягає в тому, що район, у якому розташований стадіон, має назву Нью-Йорк, і вважалося, що було б краще назвати стадіон на честь історії та/або місця розташування стадіону, як, наприклад сусідні стадіони Бремолл Лейн і Гіллсборо. Також «Guest and Chrimes» виготовляли пожежні гідранти для Нью-Йорка. Голова правління Тоні Стюарт також сподівався, що це ім'я може привернути інвестиції з Нью-Йорка чи інших віддалених місць, оскільки нещодавно до того голова Нью-Йорк Янкіз заявляв, що хоче інвестувати в англійську футбольну команду.
Будівництво почалося в червні 2011 року, і 12 березня 2012 року стадіон офіційно відкрив принц Едвард, герцог Кентський. Першою грою на стадіоні був передсезонний матч між «Ротергемом» та «Барнслі», який відбувся 21 липня 2012 року. «Мельники» перемогли 2:1; перший гол на стадіоні забив Джейкоб Мелліс з «Барнслі», а Девід Нобл забив перший гол «Ротергема» на новому місці. Стадіон Нью-Йорк дебютував у лізі 18 серпня 2012 року матчем, у якому «Ротергем» переміг «Бертон Альбіон» з рахунком 3:0, а Даніель Нардіелло забив перший змагальний м’яч на стадіоні.
На прес-конференції 21 листопада 2014 року було оголошено, що права на назву стадіону придбала місцева компанія AESSEAL. Голова клубу Тоні Стюарт сказав, що угода вартує шестизначну суму щорічно. Також припускалося, що це найбільша спонсорська угода в історії клубу.

## Інші спортивні події

### Жіноча збірна Англії

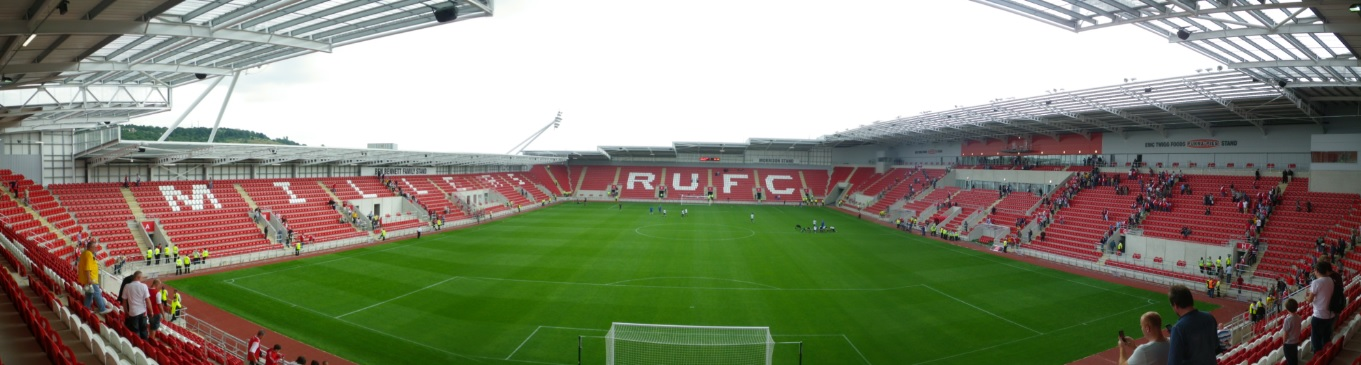
«Ротергем»—«Барнслі» — перша гра на стадіоні Нью-Йорк, 21 липня 2012 року

8 квітня 2016 року жіноча збірна Англії з футболу зіграла на стадіоні в присутності 10 550 глядачів відбірковий матч жіночого Євро-2017 проти Бельгії.
Стадіон також продовжив приймати ігри жіночої збірної Англії після успіху першої гри, які знову збирали аншлаги.

### Євро-2022 серед жінок
Стадіон прийняв кілька матчів у рамках жіночого Євро-2022. Він разом зі стадіоном Академі в Манчестері використовувався для проведення матчів групи D, а також прийняв чвертьфінал.
| Дата          | додому   | геть       | Результат | Відвідуваність | Етап       |
| ------------- | -------- | ---------- | --------- | -------------- | ---------- |
| 10 липня 2022 | Франція  | Італія     | 5:1       | 8 541          | Група D    |
| 14 липня 2022 | Франція  | Бельгія    | 2:1       | 8 173          | Група D    |
| 18 липня 2022 | Ісландія | Франція    | 1:1       | 7 392          | Група D    |
| 23 липня 2022 | Франція  | Нідерланди | 1:0 (дч)  | 9 764          | 1/4 фіналу |

### Чоловіча молодіжна збірна Англії
Кілька юнацьких збірних Англії проводили матчі на стадіоні, включно з перемогою молодіжної команди до 19 років над Італією у 2014 році з великою відвідуваністю. Стадіон також приймав команду до 20 років.

## Дизайн
Стадіон розрахований на 12 000 сидячих місць, з можливістю за необхідності збільшити місткість. Його будівництво коштувало приблизно 17 мільйонів фунтів стерлінгів. Стадіон включає корпоративний готельний комплекс «The 1925 Club». Місцеві компанії, такі як «Norton Finance» і «Premier Hytemp» були одними з перших членів.
На початку сезону 2014—15 у північно-західному куті стадіону було встановлено великий відеоекран.

### Трибуни

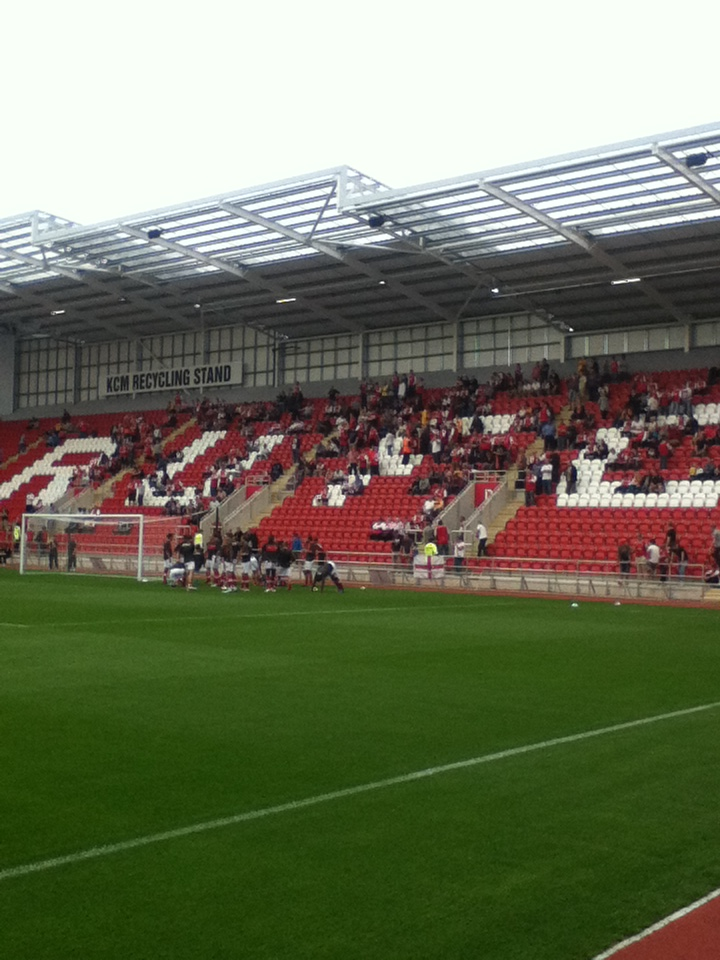
Північна трибуна
Північна трибуна, відома як «KCM Recycling Stand» через спонсорські причини і часто згадувана як «New Tivoli», є коп-трибуною стадіону. «KCM Recycling Stand» вміщує 2 000 домашніх уболівальників і має білий напис з ініціалами клубу — RUFC. Трибуна розташована за одними з воріт, навпроти виїзної сторони.
Західна трибуна
Західна трибуна, відома як трибуна «Eric Twigg Pukka Pies Stand» через спонсорські причини, є головною трибуною стадіону. Вона містить VIP-лаунж «Lounge 1925» і є трибуною, через яку проходять гравці, коли виходять на ігрове поле. Вона вміщує 4 000 домашніх уболівальників.
Східна трибуна
Східна трибуна, відома як трибуна Бена Беннета, є сімейною трибуною стадіону. Вона вміщує 4 тисячі домашніх уболівальників, а також дві вбудовані конструкції балконного типу для людей з обмеженими можливостями.
Південна трибуна
Південна трибуна, відома як «Mears Stand», розрахована на 2 000 місць. Вона розташована позаду воріт, з сімейною трибуною праворуч від неї, головною трибуною ліворуч і копом прямо навпроти.

## Рекорди
- Рекорд відвідуваності: 11 758 проти «Шеффілд Юнайтед», 7 вересня 2013 року.[16]

## Зовнішні посилання
- Офіційний сайт «Ротергем Юнайтед»